# 17. октобар
17. октобар (17.10.) је 290. дан у години по грегоријанском календару (291. у преступној години). До краја године има још 75 дана.

## Догађаји
- 1448 — Угарска војска предвођена Јаношем Хуњадијем је поражена у бици на Косову од турске војске предвођена султаном Муратом II.
- 1797 — У италијанском месту Кампоформио потписан мировни уговор Аустрије и Француске, којим је укинута Млетачка република.
- 1854 — Током Кримског рата британске, француске и турске трупе почеле опсаду Севастопоља и после 11 месеци заузеле најзначајнију луку руске црноморске флоте. Мировним споразумом у марту 1856. разорен град враћен Русији.
- 1855 — Енглез Хенри Бесемер патентирао поступак за прераду сировог гвожђа у челик, назван по њему „Бесемеров челик“.
- 1912 — Србија и Бугарска, девет дана после Црне Горе, објавиле рат Турској, а 18. октобра придружила им се и Грчка, чиме је почео Први балкански рат. За непуних месец дана ослобођен готово цео Балкан, а рат завршен примирјем 3. децембра. Мировни уговор, којим се Турска одрекла готово свих својих поседа у Европи, потписан у Лондону 13. маја 1913.
- 1931 — Амерички гангстер Ал Капоне осуђен на 11 година затвора због избегавања плаћања пореза.
- 1943 — Логор Собибор је затворен, Холокауст. У њему су вршене масовне егзекуције Јевреја, совјетских ратних заробљеника, Рома и Синта који су ликвидирани у гасним коморама које су пуњене издувним гасовима из бензинског мотора.
- 1945 — Пуковник Хуан Перон извршио државни удар и дошао на чело Аргентине.
- 1973 — Арапски произвођачи нафте повећали цене и смањили производњу нафте као одговор на подршку САД Израелу у арапско-израелском сукобу. То је изазвало једну од најтежих економских криза после Другог светског рата у развијеним западним земљама.
- 1984 — Завршава се шаховски турнир у Тилбургу, Холандија, победом Ентони Мајлса.
- 1988 — Као одговор „митинзима истине“, које је организовало руководство Србије, на Косову почеле масовне демонстрације Албанаца.
- 1989 — У најтежем земљотресу у САД од 1906, који је погодио подручје Сан Франциска, погинуло 67 и повређено више од 600 особа.
- 1991 — Почиње шаховски турнир у Тилбургу, Холандија.
- 1997 —
  - На Куби сахрањен Ернесто Че Гевара, три деценије пошто је убијен у Боливији. Посмртни остаци положени у маузолеј у граду Санта Клара.
  - У пожару изгорело Југословенско драмско позориште у Београду.
- 1998 — У Лондону, где се опорављао од операције, ухапшен бивши чилеански диктатор Аугусто Пиноче. Хапшење извршено на захтев Шпаније за изручење ради суђења за убиства на стотине шпанских држављана током његове диктаторске владавине Чилеом. Ослобођен у марту 2000, а по повратку у Чиле Апелациони суд у јулу 2001. суспендовао судски процес, прогласивши Пиночеа ментално неспособним. Потом преиначио своју одлуку и установио да је Пиноче способан за суђење.

## Рођења
- 1577 — Дмитриј Пожарски, руски кнез. (прем. 1642)
- 1725 — Џон Вилкс, енглески новинар и политичар. (прем. 1797)
- 1760 — Сен Симон, француски политичар и теоретичар економије. (прем. 1825)
- 1813 — Георг Бихнер, немачки књижевник. (прем. 1837)
- 1842 — Чедомиљ Мијатовић, српски економиста, књижевник, историчар, политичар и дипломата, један од најзначајнијих либерала. (прем. 1932)
- 1853 — Марија Александровна, руска кнегиња. (прем. 1920)
- 1886 — Спринг Бајингтон, америчка глумица. (прем. 1971)
- 1897 — Цата Дујшин-Рибар, хрватска сликарка, рестауратор слика и песникиња. (прем. 1994)[1]
- 1900 — Џин Артур, америчка глумица. (прем. 1991)
- 1912 — Папа Јован Павле I. (прем. 1978)
- 1915 — Артур Милер, амерички драмски писац. (прем. 2005)
- 1917 — Марша Хант, америчка глумица. (прем. 2022)
- 1917 — Мак Диздар, босанскохерцеговачки и југословенски песник, књижевник и новинар.(прем. 1971)[2]
- 1918 — Рита Хејворт, америчка глумица. (прем. 1987)
- 1920 — Монтгомери Клифт, амерички глумац. (прем. 1966)
- 1922 — Борислав Михајловић Михиз, српски писац (прем. 1997)
- 1933 — Вилијам Андерс, амерички пилот, електро и нуклеарни инжењер и астронаут. (прем. 2024)
- 1933 — Влада Урошевић, песник, романописац, преводилац, есејиста, књижевни и ликовни критичар из Северне Македоније.[3]
- 1948 — Марго Кидер, канадско-америчка глумица, редитељка и активисткиња. (прем. 2018)
- 1948 — Роберт Џордан, амерички писац. (прем. 2007)
- 1949 — Овен Артур, барбадоски политичар. (прем. 2020)
- 1956 — Меј Џемисон, амерички физичар и астронаут.
- 1960 — Младен Војичић Тифа, босанскохерцеговачки музичар, најпознатији као певач групе Бијело дугме.
- 1967 — Натали Тозија, француска тенисерка.
- 1972 — Еминем, амерички хип-хоп музичар, музички продуцент и глумац.
- 1972 — Таркан, турски музичар.
- 1977 — Андре Вилас-Боас, португалски фудбалски тренер.
- 1977 — Биљана Топић, српска атлетичарка (троскок).
- 1979 — Кими Рејкенен, фински аутомобилиста, возач Формуле 1.
- 1979 — Костас Царцарис, грчки кошаркаш и кошаркашки тренер.
- 1980 — Јекатерина Гамова, руска одбојкашица.
- 1981 — Иван Ивановић Ђус, српски хип хоп музичар.
- 1983 — Данијел Кајмакоски, црногорски музичар.
- 1983 — Фелисити Џоунс, британска глумица.
- 1984 — Рандал Манро, амерички цртач веб стрипова, писац и програмер.
- 1987 — Хидето Такахаши, јапански фудбалер.
- 1988 — Сергеј Гладир, украјински кошаркаш.
- 1989 — Милош Димић, српски кошаркаш.
- 1995 — Алексеј Миранчук, руски фудбалер.
- 1995 — Антон Миранчук, руски фудбалер.

## Смрти
- 33 — Агрипина Старија, римска племкиња. (рођ. 14. п. н. е.)
- 532 — Папа Бонифације II.
- 1757 — Рене Антоан Фершо де Реомир, француски научник. (рођ. 1683)
- 1781 — Едвард Хок, британски адмирал. (рођ. 1705)
- 1806 — Жан-Жак Десалин, хаићански револуционар. (рођ. 1758)
- 1837 — Јохан Непомук Хумел, аустријски композитор и пијаниста. (рођ. 1778)
- 1849 — Фредерик Шопен, пољски композитор и пијаниста. (рођ. 1810)
- 1887 — Густаф Кирхоф, немачки физичар. (рођ. 1824)
- 1889 — Николај Чернишевски, руски писац, публициста, филозоф, револуционар, научник, књижевни критичар и социјалиста. (рођ. 1828)
- 1893 — Патрис Мак Маон, француски политичар, генерал и маршал. (рођ. 1808)
- 1907 — Ђорђе Крстић, српски сликар. (рођ. 1851)
- 1920 — Џон Рид, амерички новинар. (рођ. 1887)
- 1962 — Наталија Гончарова, руски сликар, костимограф, илустратор, писац и сценски дизајнер. (рођ. 1881)
- 1963 — Жак Адамар, француски математичар. (рођ. 1865)
- 1966 — Сидни Хеч, амерички атлетичар. (рођ. 1883)
- 1967 — Пу Ји, последњи кинески цар. (рођ. 1906)
- 1972 — Ђорђе П. Карађорђевић, принц Југославије. (рођ. 1887)
- 1975 — Милан Будимир, српски филолог. (рођ. 1891)
- 1983 — Ремон Арон, француски филозоф, социолог, новинар и политички научник. (рођ. 1905)
- 2001 — Рехавам Зеви израелски историчар, генерал и политичар. (рођ. 1926)
- 2012 — Олга Адам, југословенска и српска позоришна глумица и спикерка. (рођ. 1925)[4]

## Празници и дани сећања
- Уједињене нације данас обележавају
  - Светски дан за превазилажење екстремног сиромаштва.
- Српска православна црква данас прославља
  - Свети Стефан и преподобна Јелена-Јелисавета (Штиљановић)